# ПГП РТБ
Продукција грамофонских плоча Радио-телевизије Београд (ПГП РТБ) је била једна од главних и највећих дискографских кућа на простору некадашње Социјалистичке Федеративне Републике Југославије.
Основана је 1951. године. Од 1959. до 1993. је постојала као ПГП РТБ. Након распада СФРЈ мења име у ПГП РТС (Продукција грамофонских плоча Радио-телевизије Србије).

## Извођачи
ПГП РТБ су чинили музичке групе и певачи.
- Ђорђе Марјановић
- Миленко Јовановић Пабирак
- Алиса
- Александар Сариевски
- Силвана Арменулић
- Мирослав Илић
- Атомско склониште
- Бајага и инструктори
- Ђорђе Балашевић
- Банана
- Бастион
- Беби Дол
- Бел Темпо
- Београд
- Безобразно зелено
- Боба Стефановић
- Лепа Брена
- Булевар
- Булдожер
- ВИС Црни бисери
- Даг
- Дејан Цукић
- Чиста проза
- Здравко Чолић
- Зоран Јовановић
- Дисциплина кичме
- Диего Варагић
- Доктор Спира и људска бића
- Драган Мијалковски
- Драган Стојнић
- Други начин
- Џентлмени
- Екатарина Велика
- Елипсе
- Галија
- Генерација 5
- Горди
- Грива
- Група I
- Игра стаклених перли
- Индекси
- Џакарта
- Југословени
- Каризма
- Кербер
- Тереза Кесовија
- Корни група
- Ла Страда
- Лабораторија звука
- Лаки пингвини
- Леб и сол
- Mama Rock
- Мики Јевремовић
- Никола Булатовић
- Оливер Мандић
- Слађана Милошевић
- Тони Монтано
- Октобар 1864
- Осми путник
- Освајачи
- Парни ваљак
- Партибрејкерс
- Пилоти
- Помаранча
- Поп машина
- Породична мануфактура црног хлеба
- Последња игра лептира
- Пропаганда
- Душан Прелевић Преле
- Радомир Михајловић Точак
- Рамбо Амадеус
- Рани мраз
- Рибља чорба
- Силуете
- Сломљена стакла
- Смак
- Сунцокрет
- С времена на време
- Миладин Шобић
- Тако
- Time
- Тунел
- Предраг Гојковић Цуне
- Неда Украден
- У шкрипцу
- Вампири
- Ван Гог
- Весна Змијанац
- Викторија
- Влада и Бајка
- Warriors
- YU група
- Зана
- Здраво
- Зона Б
- Шабан Бајрамовић
- Шеки Турковић

## Уредници
- Предраг Вуковић Вукас[1]